# 鸚交嘴雀
鸚交嘴雀（英語：Parrot Crossbill、學名：Loxia pytyopsittacus）是雀形目的一種小型鳥類，其種小名pytyopsittacus來自拉丁文的松樹（pitus, pituos）與鸚鵡（psittakos）。本種生活在西北歐至俄羅斯西部的松林，在蘇格蘭亦有分布，羽毛顏色與紅交嘴雀與蘇格蘭交嘴雀相似而易產生混淆，鸚交嘴雀的體長約16-18公分，展翅時翼寬約27-31公分，比其他兩種交嘴雀稍大。

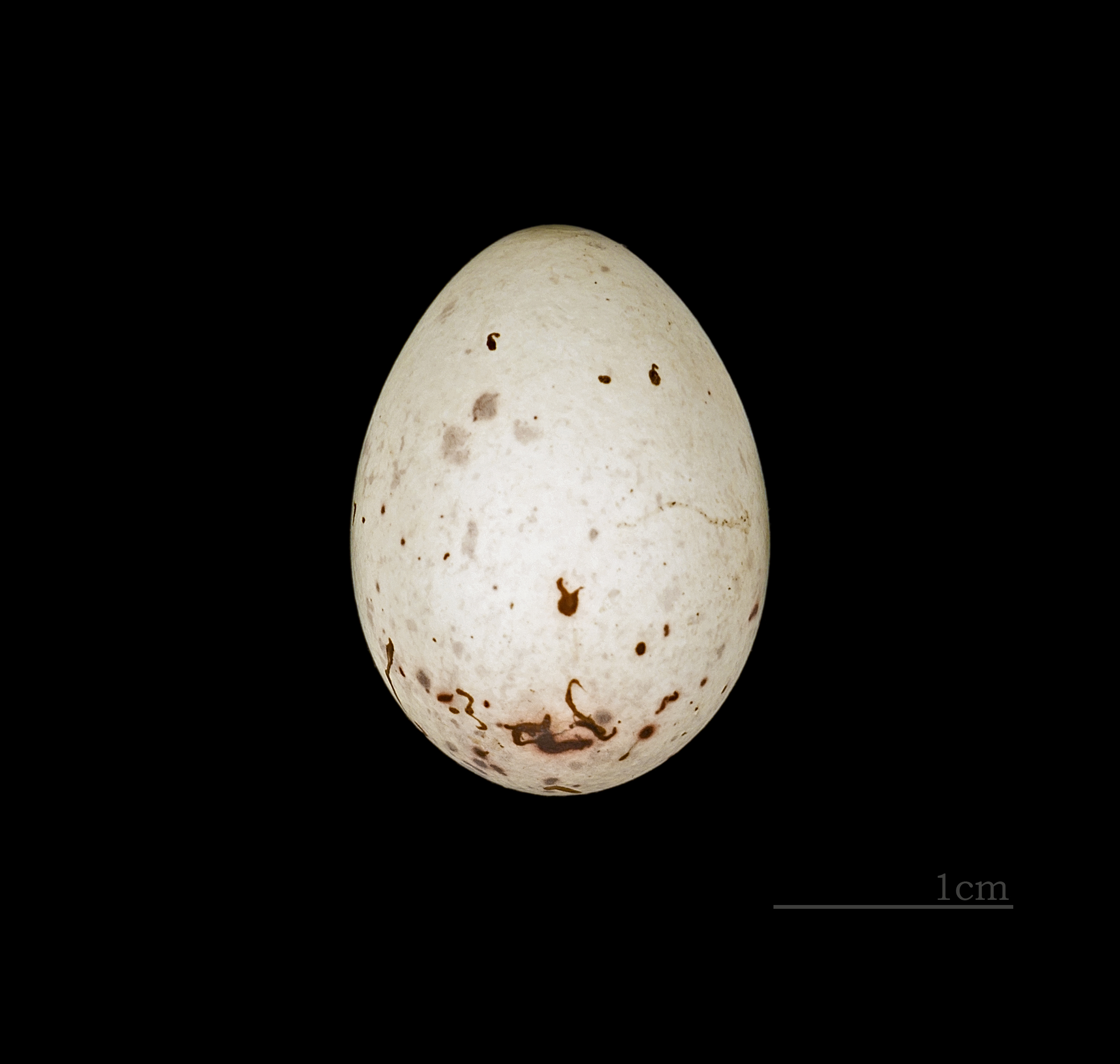
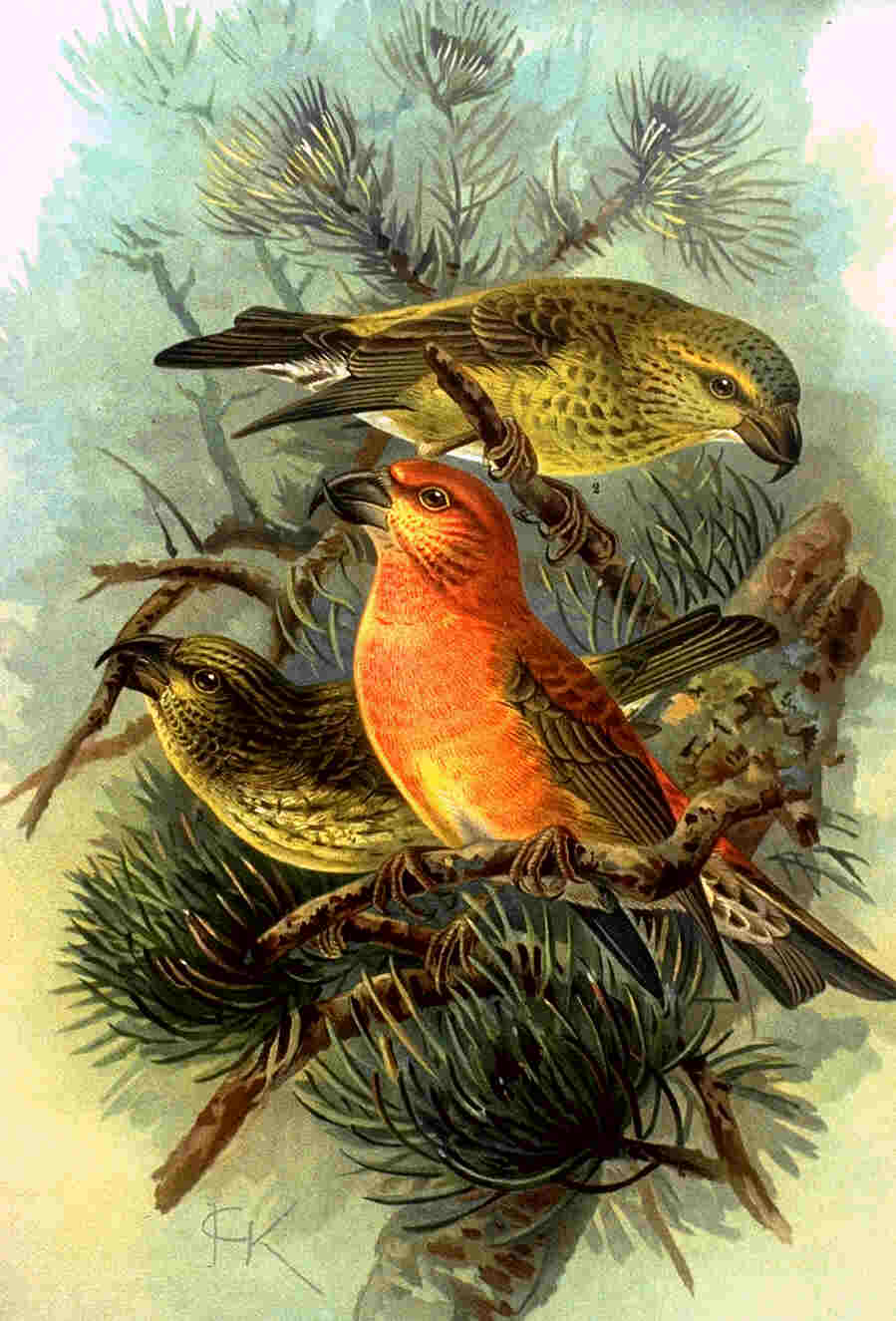